# Università Nazionale di General San Martín
L'Università Nazionale di General San Martín (in spagnolo: Universidad Nacional de General San Martín), acronimo UNSAM, è un'università pubblica argentina situata nella città di San Martín, nella provincia di Buenos Aires.

## Organizzazione
L'università è suddivisa nelle seguenti istituzioni:

### Scuole
- Scuola di Scienze e Tecnologia
- Scuola di Economia
- Scuola di Lettere e Filosofia
- Scuola di Politica e Governo

### Istituti
- Istituto di Alti Studi Sociali
- Istituto di Qualità Industriale
- Istituto di Riabilitazione e Movimento
- Istituto Dan Beninson
- Istituto di Ricerca ed Ingegneria Ambientale
- Istituto di Tecnologia "Prof. Jorge Sabato"
- Istituto del Trasporto
- Istituto di Ricerca sul Patrimonio Culturale
- Istituto d'Arte "Mauricio Kagel"
- Istituto d'Architettura ed Urbanistica